# 益州龙属
益州龍屬（意為「益州蜥蜴」），或譯彝州龍，是基础蜥腳形亞目恐龍的一屬，化石在2010年發現於中國雲南省的下祿豐組。从一個幾乎完整、保存狀態良好的身體骨骼與頭顱骨，身長約9公尺，與金山龙非常相似。益州龍頭部寬闊呈半球形，U型下頜寬大，吻部缩短，眼窩位於兩側以便更好地發現掠食者。上下頜有許多鋸齒邊緣的勺狀牙齒，用於在取食和咀嚼時剪斷、磨碎植物。在發現益州龍的同一岩層也曾發現過其他原蜥腳下目。因此，益州龍被認為是蜥腳類恐龍譜系中的缺失環節之一。在2010年，薩克·查特吉（Sankar Chatterjee）與一群中國古生物學家提到這個名稱，孫氏益州龍（"Yizhousaurus sunae"），但還沒有經過正式、詳細的研究過程，直到2018年才被有效地命名和描述。